# Мохненко Геннадій Вікторович
Геннадій Вікторович Мохненко (27 лютого 1968, Маріуполь, Донецька область, Українська РСР) — протестантський священнослужитель, активний громадський діяч та капелан, пастор «Церкви добрих змін» (м. Маріуполь), єпископ п'ятидесятницької Церкви Божої України. 
Засновник і керівник найбільшого на території колишнього Радянського Союзу дитячого реабілітаційного центру «Республіка Пілігрим» та мережі реабілітаційних центрів для дорослих. Широко відомий як ініціатор громадської антинаркотичної акції «Обридло» та навколосвітнього велопробігу «Світ без сиріт».
У 2022 році втратив доньку, вбиту російськими солдатами.

## Біографія
Геннадій Мохненко народився 27 лютого 1968 року в місті Жданов (нині — Маріуполь) у родині робітників. За власним твердженням, через алкоголізм батьків ріс «соціальним сиротою». Закінчив середню школу, службу в Радянській армії проходив в московському гарнізоні пожежної охорони. Займався спортом, став чемпіоном Донецької області з боротьби.
Після свого релігійного звернення в 1991 році вступив в біблійну школу у Вільнюсі, яку закінчив через рік. Повернувшись в рідне місто, в 1992 році заснував «Церкву добрих перемін». У тому же 1992 році одружився з Оленою. У 1994 році Геннадій Мохненко поступив у Донецький інститут соціальної освіти за спеціальністю історик-релігієзнавець, і закінчив його в 1999 році. Також має ступінь магістра богослов'я.
З 2010 року є учасником спільного американо-українського місіонерського проекту в Африці. Про служіння команди Мохненка в Кенії російською телекомпанією RT знятий документальний фільм «Одного разу в Африці».
Є автором книг «Стратити не можна помилувати» і «Непедагогічна поема». Веде програми «Два портфеля» і «Інша перспектива». Раніше був головним редактором кількох християнських періодичних видань.
Проживає в Маріуполі. Виховує трьох рідних (біологічних) дітей. Також є батьком 32 прийомних дітей і підлітків.

## Соціальне служіння

### Республіка Пілігрим
У 1998 році Геннадій Мохненко став ініціатором служіння серед дітей-безпритульників Маріуполя. У 2000 році при «Церкві добрих перемін» був створений притулок «Республіка Пілігрим». З цього часу через стіни притулку пройшло більш ніж три тисячі дітей. Співробітники притулку розшукують безпритульних дітей по підвалах і каналізаційних шахтах, надають їм їжу і житло і намагаються повернути в сім'ю (або інтернат). Більш ніж 20 % вихованців центру ВІЛ-інфіковані. За роки роботи «Пілігрима» півтора десятка вихованців померли від наркотиків, СНІДу та ін.
«Республіка Пілігрим» отримала загальноукраїнську популярність в 2009 році, коли вихованці центру на пресконференції передали в дар українській владі (президенту чи прем'єру) мікроавтобус. Діти-сироти пішли на безпрецедентний крок, зневірившись отримати свій «Форд Транзит», подарований німецькими віруючими і на три роки застряглий на українській митниці. Наступного після пресконференції дня, прем'єр-міністр України Юлія Тимошенко доручила митниці врегулювати питання передачі мікроавтобуса притулку. Через кілька днів представники дитячого центру отримали автомобіль із зони митного контролю.

### Акція «Обридло»
У березні 2005 року Геннадій Мохненко оголосив про початок антинаркотичної акції громадського протесту «Обридло». Причиною акції стала «абсолютно знахабніла і практично відкрито діюча система наркоторгівлі». 6 червня 2005 «мітинг-похорон» за участю тисячі чоловік відбувся в Донецьку. Протестуючі принесли до стін обласної прокуратури шість символічних гробів і траурні вінки. Учасники мітингу вимагали заборонити вільний продаж психотропних препаратів «Трамалгін», «Трамадол» і «Трамал».
19 грудня 2005 акція «Обридло» докотилася до Києва. Більш ніж тисяча осіб пікетувала будівлі Кабінету Міністрів України та Адміністрації Президента України. Пікети призвели до обмеження торгівлі трамадолом, в Маріуполі було заарештовано кілька співробітників міліції, що покривали наркобізнес.
30 квітня 2006 р. сотні безпритульних і реабілітантів «Республіки Пілігрим» на чолі з Мохненко прийшли до найвідомішої в Маріуполі наркоточки. Протестуючі принесли з собою дві символічні труни і транспаранти з антинаркотичними гаслами.
У серпні 2011 року акція «Обридло» відбулася в Маріуполі, під під'їздом будинку на пр. Леніна. Причиною пікету стало рішення суду, що випустив під підписку про невиїзд наркоторговку Ірину Кравченко, раніше засуджену до 7 років позбавлення волі.

### Навколосвітній велопробіг
У 2003 році Геннадій Мохненко став одним з ідейних натхненників безстрокової акції національного усиновлення «Ти будеш знайдений». У рамках акції в 2011 році відбувся велопробіг «Україна без сиріт», організований Альянсом «Україна без сиріт». Вихованці «Республіки Пілігрим», під керівництвом Геннадія Мохненка проїхали на велосипедах тисячу кілометрів (з Маріуполя в Київ). У листопаді 2011 року Геннадій Мохненко оголосив про намір провести навколосвітній велопробіг «Світ без сиріт». Серед цілей акції значаться «натхнення людей до сімейних форм виховання дітей», «створення інформаційних приводів на тему викорінення сирітства в світі», «руйнування негативних міфів про усиновлення». За планами організаторів, велопробіг пройде в кілька етапів за 5 років.
Навколосвітній велопробіг стартував у Києві 4 червня 2012 року. Пройшовши по Україні, учасники велопробігу перетнули російський кордон і фінішували в Єкатеринбурзі.
Третій «сибірський» етап навколосвітньої подорожі пройшов в 2013 році. Учасники акції проїхали 5000 кілометрів, роблячи зупинки в Єкатеринбурзі, Тюмені, Омську, Новосибірську, Красноярську, Іркутську і Байкальське. У російських регіонах заходи велопробігу проходили за підтримки обласної та міської влади, за участю місцевих НКО і духовенства. Статусну підтримку забезпечували профільні комітети Ради Федерації і Державної думи, члени Громадської Палати і деякі регіональні відділення партії «Єдина Росія». Допомогу в екіпіровуванні команди надав професійний велогонщик Володимир Єфімкін. Свою підтримку учасникам велопробігу висловили зірки української та російської естради: Володимир Зеленський, Віра Брежнєва, Тіна Канделакі, Серьога, Анастасія Задорожна, Олексій Чадов, Володимир Пресняков, Зара, Шура та ін. До учасників велопробігу приєдналася Ніна Абросова.
У 2014 році «пілігрімівці» завершили російську ділянку велопробігу «Росія і світ без сиріт». Планувалось, що в 2015 році пробіг пройде по Алясці, Канаді та західному узбережжю США, в 2016 — по центральній частині США. Навколосвітня подорож, за планами організаторів, завершиться в 2017 році в Європі.

## Політичні погляди
Геннадій Мохненко неодноразово заявляв про свою аполітичність і небажання брати участь у політиці. У ході передвиборної президентської кампанії 2004 року Мохненко проповідував з кафедри своєї церкви, надівши одночасно і помаранчевий, і синій шарф (кольори основних суперників — В. Ющенко та В. Януковича). Однак після оголошення результатів другого туру, Мохненко й низка пасторів зробили заяву про фальсифікацію виборів; причиною такої заяви стали звернення парафіян, які свідчили про порушення.
Говорячи про Євромайдан, Мохненко назвав себе «противником революцій» і висловлював своє «нерозуміння про зло і насильство з обох сторін». Однак, у міру розвитку збройного конфлікту на сході України, Мохненко займає активну патріотичну позицію. ЗМІ приділяли увагу його участі у створенні оборонних окопів під Маріуполем у вересні 2014, будівництві під Маріуполем блокпоста (жовтень 2014), спільній з вихованцями дитячого притулку голодовці проти збройної агресії президента РФ В.Путіна на сході України (після обстрілу Маріуполя в січні 2015 року). У квітні 2015 р. Геннадія Мохненка було зараховано до Міжконфесійного батальйону військових капеланів, що несуть службу серед бійців Збройних сил України.

## Фільми про Мохненка
Про життя і служіння Мохненка зняті кілька документальних фільмів. Зокрема, фільм «Макаренко з Маріуполя» (рос. Макаренко из Мариуполя) (2011), створений російським підрозділом християнської асоціації «Еммануїл», у 2011 році посів перше місце на п'ятому конкурсі телевиробників «Відкрий Україну», а сам Мохненко був нагороджений спеціальним дипломом за активну життєву позицію.
У 2013 році вийшов перший документальний фільм про Мохненко, «Один за всіх» (рос. Один за всех), створений російським телеканалом RT. Фільм отримав перше місце в соціальній номінації російського конкурсу «Країна» (2015). У 2014 році російський телеканал RT зняв ще один документальний фільм про Мохненка, «Одного разу в Африці» (рос. Однажды в Африке), де розповідається про його служіння в Кенії. Фільм удостоївся спеціального призу російського фестивалю соціально значущих телепрограм і фільмів «Герой нашого часу» (2015). 
У 2015 р. вийшов документальний фільм «Крокодил Геннадій» (англ. Crocodile Gennadiy), альтернативна назва «Майже святий» (англ. Almost Holy), режисера Стіва Гувера, де розповідається про служіння Мохненка серед безпритульників Маріуполя. Прем'єра фільму відбулася в 2015 році на міжнародному кінофестивалі «Трайбека» у США та отримала позитивні відгуки кінокритиків. В Україні фільм виходив у обмежений прокат під час українського фестивалю документальних фільмів DocuDays 2016.

## Відгуки
Діяльність Геннадія Мохненка піддається критиці в ЗМІ, представниками різних християнських конфесій та іншими. У 2005 році, в розпал акції «Обридло», наркоторговці погрожували священнику розправою, заявивши йому: «Ти — небіжчик!»[авторитетні джерела?].
У 2013 році, під час чергового етапу велопробігу «Росія і світ без сиріт» Кемеровська єпархія РПЦ застерегла православних віруючих від участі в даній акції. В іншому випадку, повідомляється в пресрелізі кузбасівській митрополії, віруючі можуть стати адептами харизматичних церков «і через це завдати непоправної шкоди своєму фізичному і психічному здоров'ю»[авторитетні джерела?].
Керівник інформаційно-консультаційного центру з питань сектантства при соборі Олександра Невського Олег Заєв вважає, що мотивом служіння Мохненка є пошук слави і прагнення до влади[авторитетні джерела?].

## Книги
- Геннадий Мохненко. Казнить нельзя помиловать. — 1999.

Геннадий Мохненко. Казнить нельзя помиловать. — Руфь, 2003. — 144 с. — ISBN 966-8523-00-8.
- Геннадий Мохненко. Непедагогическая поэма. — Київ : Христианское библейское братство св. ап. Павла, 2010. — 416 с. — ISBN 978-966-7698-57-7.

### Фільми про Геннадія Мохненко
- Один за всіх [Архівовано 31 липня 2016 у Wayback Machine.], телекомпанія Russia Today (рос.)
- Одного разу в Африці, телекомпанія Russia Today (рос.)
- Генерали вулиць. Макаренко з Маріуполя [Архівовано 15 жовтня 2016 у Wayback Machine.] (рос.)
- Генерали вулиць. Гвардія [Архівовано 31 липня 2016 у Wayback Machine.] (рос.)
- Більше ніж мрія. Велотур «Світ без сиріт» (рос.)
- Я вирвався з підземелля [Архівовано 4 березня 2016 у Wayback Machine.]. Ток-шоу «Говорить Україна» (рос.)
- Crocodile Gennadiy [Архівовано 14 вересня 2013 у Wayback Machine.] (англ.)